# Iglesia de Nuestra Señora de la Asunción (Vilvestre)
La iglesia de Nuestra Señora de la Asunción en Vilvestre (Salamanca, España) es un templo parroquial de estilo arquitectónico gótico final, construido en el siglo XVI.
Este templo está construido en sillería de granito. La capilla mayor realizada con bóveda de cruceria en su interior, y rematada con ángeles y gargolasen el exterior, fue edificada en 1540 por Pedro de Lanestosa.
La nave principal es posterior (siglo XVII) y conserva su artesonado mudéjar. Destaca el retablo mayor de estilo barroco del año 1678

## Retablos[1]

### Retablo de la capilla mayor
El retablo está fechado en el 1678. Está hecho de madera, es de estilo barroco, de medio punto, de dos cuerpos con cuatro columnas salomónicas.
En la calle principal se sitúa en el centro imagen de talla policromada de la Virgen de la Asunción; a la izquierda otra de San Pedro con la espada en la mano, y a la derecha San Pablo.
En el centro talla policromada de San Sebastián, patrón de la localidad, procedente de su antigua Ermita.
En la parte superior está situado un cuadro donde se pueden ver las murallas de Jerusalén, el sol y la luna, sobre que hay una talla policromada de Cristo crucificado, imagen del siglo XVII. 
Todo el conjunto va dorado y policromado con molduras y motivos vegetales; en el vano central aparecen dos ángeles. El sagrario de madera es de estilo moderno en talla policromada y forma cuadrangular con el motivo de la Epifanía (Reyes Magos). 

### Retablos Laterales
Retablos de estilo churrigueresco, situados a ambos lados de la capilla mayor, datan del siglo XVIII de dos columnas salomónicas con racimos y toda la moldura va con relieves tallados, todo el conjunto va sobre dorado y policromado.

#### Retablo de la Virgen del Rosario
Este retablo cuenta con una talla moderna con la imagen de la Virgen del Rosario. En la parte inferior va una pintura sobre tabla representando cinco ánimas en formato muy apaisado. En la parte superior lleva una lámina moderna con imagen de la Inmaculada de Murillo

#### Retablo de San Antonio de Padua
Este retablo cuneta con una imagen de San Antonio de Padua con el niño Jesús. En la parte superior tiene una pintura sobre lienzo en formato cuadrangular de buena factura (posiblemente representa a la Virgen Dolorosa, pintura del siglo XVIII).